# Kepler-20 f
Kepler-20 f est une exoplanète en orbite autour de Kepler-20, une possible naine jaune de type spectral G5V, un peu plus petite que le Soleil et de métallicité équivalente située à environ ∼ 929 a.l. (∼ 285 pc) du Système solaire dans la constellation de la Lyre. Au moins quatre autres corps ont été détectés autour de cette étoile à l'aide du télescope spatial Kepler par la méthode des transits : Kepler-20 b, c, d et e.
Avec une masse volumique indéterminée compte tenu des incertitudes relatives à sa masse, estimée entre deux tiers et trois masses terrestres pour un rayon très légèrement supérieur au rayon terrestre, la nature de Kepler-20 f — petite planète gazeuse, ou bien mélange de roches et de rares métaux avec un peu d'eau et une forte proportion de composés volatils, ou encore planète tellurique de nature semblable à la Terre — n'était pas encore déterminée fin 2011. Cet astre orbite en 19,6 jours à environ 0,11 UA de son étoile parente, ce qui lui confère une température d'équilibre moyenne en surface d'environ 430 °C.
L'annonce le 20 décembre 2011 de la découverte de Kepler-20 f, la première exoplanète confirmée, avec Kepler-20 e, de taille quasi identique à celle de la Terre, a été saluée par la presse comme le franchissement d'une étape importante dans la quête aux exoplanètes : après des planètes de type Jupiter chaud, puis Neptune chaud et, plus récemment, super-Terre, ce sont en effet des objets de taille terrestre qui sont à présent découverts autour d'étoiles semblables au Soleil.